# 孛畈镇
孛畈镇，是中华人民共和国湖北省孝感市安陆市下辖的一个乡镇级行政单位。

## 行政区划
孛畈镇下辖以下地区：
孛畈村、杜庙村、柳林村、三里村、杨堰村、月岭村、板金村、陈河村、长松村、横山村、曹棚村、青龙潭村、龙窝村、同兴村、张畈村、天子岗村和曹畈村。